# Flèche Hesbignonne-Cras Avernas
Flèche Hesbignonne-Cras Avernas war ein Straßenrennen in Belgien und fand von 1952 bis 2006 statt. Es war ein Eintagesrennen für Berufsfahrer, das von Cras-Avernas (einer Teilgemeinde von Hannut) nach Remouchamps führte.

## Geschichte
Das Rennen wurde 1952 begründet. Ab 1965 trug das Rennen den Namen „Flèche Hesbignonne“ und hatte insgesamt 53 Ausgaben.
2005 war es Bestandteil der UCI Europe Tour in der Kategorie 1.2. Es ist nicht zu verwechseln mit dem Flèche Hesbignonne von Niel nach Saint-Trond, das von 1951 bis 1955 stattfand. 2008 fand noch ein Rennen für die Klasse U23 statt.

## Palmarès
- 1952  Constant Verschueren
- 1953  Alois De Hertog
- 1954  Jan Zagers
- 1955  Rik Luyten
- 1956  Lode Anthonis
- 1957  Frans Schoubben
- 1958  Francis Kemplaire
- 1959  Jos Verachtert
- 1960  Jozef Schils
- 1961  Jan Adriaensens
- 1962  Jozef Schils
- 1963  Rik Luyten
- 1964  nicht ausgetragen
- 1965  Leo Knops
- 1966  Herman Van Springel
- 1967  Herman Van Springel
- 1968  Michael Wright
- 1969  Alfons De Bal
- 1970  Frans Verbeeck
- 1971  Ferdinand Bracke
- 1972  Georges Van Coningsloo
- 1973  Julien Van Lint
- 1974  Gustaaf Van Roosbroeck
- 1975  Jacques Martin
- 1976  Ludo Peeters
- 1977  Alfons De Bal
- 1978  Frans Van Vlierberghe
- 1979  Alfons De Bal
- 1980  Jean Van der Stappen
- 1981  Gregor Braun
- 1982  René Martens
- 1983  Patrick Versluys
- 1984  Jos Jacobs
- 1985  Gery Verlinden
- 1986  Johan Delathouwer
- 1987  René Martens
- 1988  Stephan Van Leeuwe
- 1989  Jan Bogaert
- 1990  Søren Lilholt
- 1991  Wilfried Nelissen
- 1992  Patrick Schoovaerts
- 1993  Nico Emonds
- 1994  Nico Emonds
- 1995  Wilfried Peeters
- 1996  Marc Streel
- 1997  Peter Verbeken
- 1998  Peter Verbeken
- 1999  Wim Omloop
- 2000  Michel Vanhaecke
- 2001  John Talen
- 2002 nicht ausgetragen
- 2003  Erwin Thijs
- 2004  Rory Sutherland
- 2005  Geert Verheyen
- 2006  Erwin Thijs
- 2007 nicht ausgetragen
- 2008  Tim Vermeersch